# Primo Principi
Primo Principi (* 9. September 1894 in Osimo, Provinz Ancona; † 3. August 1975) war ein italienischer römisch-katholischer Geistlicher und Kurienerzbischof.

## Leben
Primo Principi studierte Philosophie und Katholische Theologie am Päpstlichen Römischen Priesterseminar in Rom. Am 23. Februar 1918 empfing er das Sakrament der Priesterweihe. Nach weiterführenden Studien wurde Principi am Päpstlichen Athenaeum Sant’Apollinare zum Doktor der Theologie und zum Doktor beider Rechte promoviert. Anschließend war er als Subregens am Päpstlichen Römischen Priesterseminar und als Anwalt an der Heiligen Kongregation des Heiligen Offiziums tätig. Zudem lehrte er Staatskirchenrecht am Päpstlichen Athenaeum Sant’Apollinare. Darüber hinaus gehörte er dem Direktorium der Zeitschrift Apollinaris an.
1939 wurde Principi Sekretär der Päpstlichen Kommission für den Staat der Vatikanstadt. Papst Pius XII. bestellte ihn am 8. Mai 1952 zusätzlich zum Ökonom und Sekretär der Dombauhütte von St. Peter sowie am 2. Juni desselben Jahres zum Konsultor der Heiligen Kongregation des Heiligen Offiziums. Am 8. Mai 1956 ernannte ihn Pius XII. zudem zum Titularerzbischof von Tyana und zum Apostolischen Administrator von Loreto. Der Erzpriester des Petersdoms, Federico Kardinal Tedeschini, spendete ihm am 24. Juni desselben Jahres die Bischofsweihe; Mitkonsekratoren waren der Päpstliche Almosenier, Kurienerzbischof Diego Venini, und der Vikar der Apostolischen Administratur Loreto, Erzbischof Gaetano Malchiodi. Daneben fungierte Principi auch als päpstlicher Administrator der Patriarchalbasilika Sankt Paul vor den Mauern und als päpstlicher Delegat für die Basilika des Heiligen Antonius in Padua. Ferner war er Domherr am Petersdom.
Am 18. Januar 1961 berief ihn Papst Johannes XXIII. zudem zum Berater der zentralen Vorbereitungskommission des Zweiten Vatikanischen Konzils. Primo Principi nahm später an allen vier Sitzungsperioden des Zweiten Vatikanischen Konzils teil. Papst Paul VI. nahm am 24. Juni 1965 das von Principi vorgebrachte Rücktrittsgesuch vom Amt des Apostolischen Administrators von Loreto an. 1969 trat Principi ebenfalls als Sekretär der Päpstlichen Kommission für den Staat der Vatikanstadt zurück. Im selben Jahr ernannte ihn Paul VI. zum Delegaten der Dombauhütte von St. Peter. 1971 verzichtete Principi auch auf dieses Amt.